# Бартош Борковський
Бартош Борковський (пол. Bartosz Borkowski, нар. 4 травня 2006, Гданськ, Польща) — польський футболіст, нападник клубу «Лехія» (Гданськ).

## Ігрова кар'єра
Бартош Борковський народився у місті Гданськ і займатися футболом почав у місцевих клубах, серед яких також була академія клубу «Лехія».
У 2019 році Бартош грав у молодіжній команді клубу Екстракласи «Заглембє» (Любін). Але вже наступного року повернувся до «Лехії». З 2022 року футболіст почав грати за другу клубну команду.
У березні 2023 року Борковський підписав з клубом свій перщий професійний контракт. А з початком сезону 2023/24 був залучений до першої команди. І 22 липня 2023 року дебютував у Першій лізі, вийшовши на заміну у матчі проти «Хробри».